# Selenomonas infelix
Selenomonas infelix è una specie di batterio appartenente alla famiglia delle Acidaminococcaceae.